# Steve Reid
Pour les articles homonymes, voir Steve Reid (homonymie) et Reid.
Steve Reid (New York, 29 janvier 1944 — 13 avril 2010) est un batteur de jazz américain.
Reid a joué avec beaucoup d'artistes connus comme Miles Davis, Ornette Coleman, James Brown, Fela Kuti et Sun Ra, et comme batteur de session pour Motown. Il a été nommé « Percussionist of the Year » par JAZZIZ en 1993 et 1995.

## Albums
- Nova (comme Steve Reid and the Legendary Master Brotherhood, Mustevic, 1976)
- Rhythmatism (comme Steve Reid and the Legendary Master Brotherhood, Mustevic, 1976)
- Wave (comme Steve Reid Trio, CPR Records, 1993)
- Live In Europe (comme Steve Reid Quartet, MSI Records, 2001)
- Trio-Invitation (comme Steve Reid Trio, CPR Records, 2002)
- Spirit Walk (Soul Jazz Records, 2005)
- The Exchange Session Vol. 1 (avec Kieran Hebden, Domino, 2006)
- The Exchange Session Vol. 2 (avec Kieran Hebden, Domino, 2006)
- Tongues (avec Kieran Hebden, Domino, 2007)
- Daxaar (Domino 2007-2008)
- NYC (avec Kieran Hebden, Domino 2008)